# Салтыков, Анатолий Иванович
Анато́лий Ива́нович Салтыко́в (родился 29 октября 1947 года, г. Можга, Удмуртская АССР, СССР) — мэр города Ижевска (1994—2001), первый заместитель председателя Комитета Совета Федерации по вопросам местного самоуправления, Член Комиссии Совета Федерации по жилищной политике и жилищно-коммунальному хозяйству.

## Биография
Окончил в 1970 году Удмуртский государственный педагогический институт (ныне Удмуртский государственный университет (УдГУ)) с квалификацией «Учитель физики».
В 1972—1974 гг. служба в рядах Советской Армии.
После армии находился на комсомольской и партийной работе.
В 1976—1984 гг. — работал в Ижевском Институте физики металлов Академии наук СССР.
С 1984 года перешел на работу в органы исполнительной власти Ижевска: работал на различных должностях в исполкоме Октябрьского района города, городском исполкоме.
В 1990 году — руководитель исполкома Ижевского горсовета.
В 1992 получил второе высшнее образование в Удмуртском государственном университете по квалификации «Экономист-менеджер».
В 1994 году избран мэром города Ижевска.
В 1995 году был избран депутатом Государственного Совета Удмуртии и председателем Гордумы Ижевска.
В 1996 году снят с поста главы городской администрации решением Госсовета республики (из-за неправомерного, по мнению депутатов, совмещения должностей в законодательной и исполнительной власти). Позже Конституционный суд России признал это решение незаконным.
В 1998 году вновь избран мэром Ижевска.
В 2000 году возглавил Ижевскую организацию партии «Единство».
С апреля 2001 по май 2003 года — представитель Государственного Совета Удмуртской Республики в Совете Федерации ФС РФ. Был заместителем председателя Комитета СФ по международным делам.
С апреля 2003 года — советник Председателя Совета Федерации ФС РФ.
В феврале 2004 года назначен представителем администрации Новосибирской области в Совете Федерации ФС РФ.
Женат. Имеет двоих детей и двоих внуков.

## Награды
Награжден:
Орденом Дружбы
Почетной грамотой Правительства Удмуртской Республики
Почетной грамотой Президиума Верховного Совета Удмуртии
Благодарностью Президента РФ за большой вклад в проведение экономических реформ.
Первым из российских граждан награжден за вклад в развитие отношений между Советом Европы и Российской Федерацией медалью Совета Европы «За заслуги».
Является Почетным гражданином города Ижевска